# Franz Fellinger
Mons. Franz Fellinger (23. března 1865, St. Thomas, Horní Rakousy – 22. července 1940, Jeruzalém) byl rakouský katolický kněz, rektor rakouského hospice v Jeruzalémě, který byl v letech 1929-1940 pomocným biskupem v Latinském patriarchátu jeruzalémském. Od roku 1917 byl členem Řádu Božího hrobu, v roce 1932 měl lví podíl na organizaci první mezinárodní řádové konference v Jeruzalémě, od roku 1933 jej patriarcha Barlassina jmenoval regentem Řádu Božího hrobu pro Rakousko.